# Miguel Ángel Bustamante
Pour les articles homonymes, voir Bustamante.
Miguel Ángel Bustamante Martín, né le 1er août 1984, est un homme politique espagnol membre de Izquierda Unida (IU).
Il est élu député de la circonscription de Séville lors des élections générales de juin 2016.

## Biographie

### Vie privée
Il est marié et père d'un enfant.

### Profession
Il termine ses études en magistère en 2005 et travaille comme professeur à partir de 2007, notamment à Marinaleda, El Villar, Caña del Rabadán et Écija.

### Activités politiques
Il milite à la fois au Parti communiste d'Espagne (PCE) et à Izquierda Unida (IU) dès l'âge de 18 ans. Il est membre du réseau de solidarité populaire (RSP), de l'association d'amitié avec le peuple saharien et militant des Commissions ouvrières.
Avec la tenue d'un scrutin législatif anticipé en juin 2016 et la fusion d'IU et de Podemos au sein de la coalition Unidos Podemos, il est investi en troisième position sur la liste conduite par Sergio Pascual dans la circonscription de Séville. Élu député au Congrès des députés, il siège aux commissions des Affaires étrangères, de la Défense, et de la qualité démocratique contre la corruption. Il est porte-parole adjoint à la commission de l'Éducation et du Sport.